# Olean (New York)
Olean je grad u američkoj saveznoj državi New York. Prema popisu stanovništva iz 2010. u njemu je živjelo 14.452 stanovnika.